# Noduwez
Noduwez (Nederlands: Nodevoorde; Waals: Nodwé) is een plaats en deelgemeente van de Belgische gemeente Orp-Jauche. Noduwez ligt in de provincie Waals-Brabant, telt ongeveer 900 inwoners en was tot 1 januari 1977 een zelfstandige gemeente.

## Naam
In 1114 werd de plaats vermeld als Nodewet, in 1139 als Notdenwez en Notdenweiz. In 1147 verschijnt de spelling Noduweiz in de bronnen en Nodenwez in 1177.

## Bezienswaardigheden
- De Sint-Joriskerk (Église Saint-Georges) werd gebouwd omstreeks 1200 als romaanse kerk in kwartsietzandsteen. Het romaans koor werd in 1758 verhoogd. Ook het romaans schip werd omstreeks 1778 gewijzigd. Hierbij werd kalkzandsteen, tufsteen en baksteen gebruikt.
- De Toren van Gollard (Tour de Golard) is de ruïne van een donjon, waarschijnlijk uit de 13e eeuw als vooruitgeschoven post aan grens van het Hertogdom Brabant. De toren was ooit onderdeel van een domein met kasteel, hoeve, molen en kapel. In de 18e eeuw werd het domein verlaten. Tegenwoordig resten er te midden van de velden nog 2 muren van de toren.
- De waterslagpompen van Noduwez op het plein bij de kerk. Zij zijn afkomstig van de vroegere waterdistributie. Dit type waterrampomp, dat functioneert zonder motor door de stuwkracht van het water, zorgde van 1912 tot 1985 voor de drinkwatervoorziening vanuit het pompstation van Noduwez.
- De Cense Poelman of hoeve Germeau is een vierkanthoeve uit 1685 en één van de oudste hoeves van Orp-Jauche.

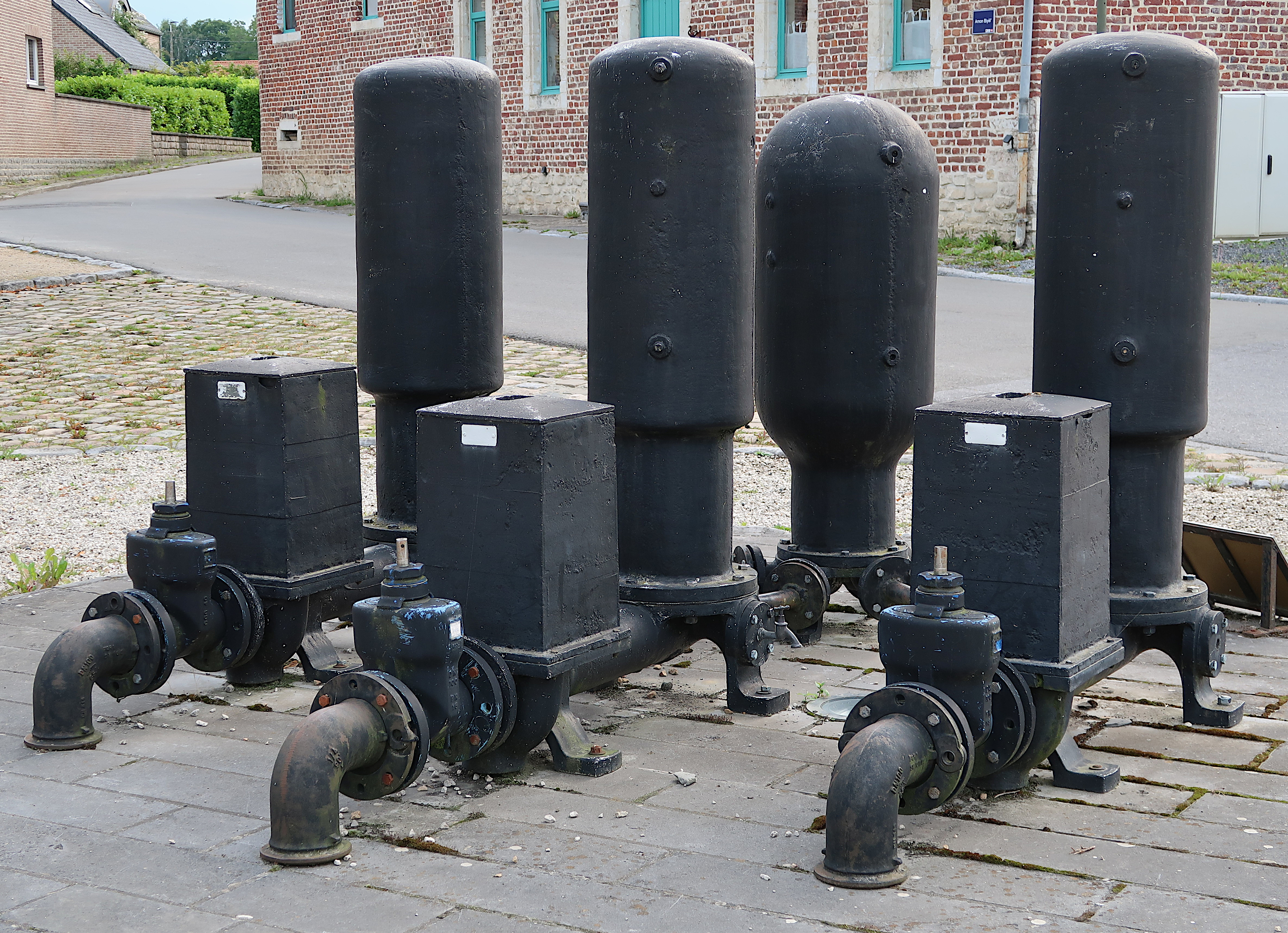
Waterslagpompen van Noduwez
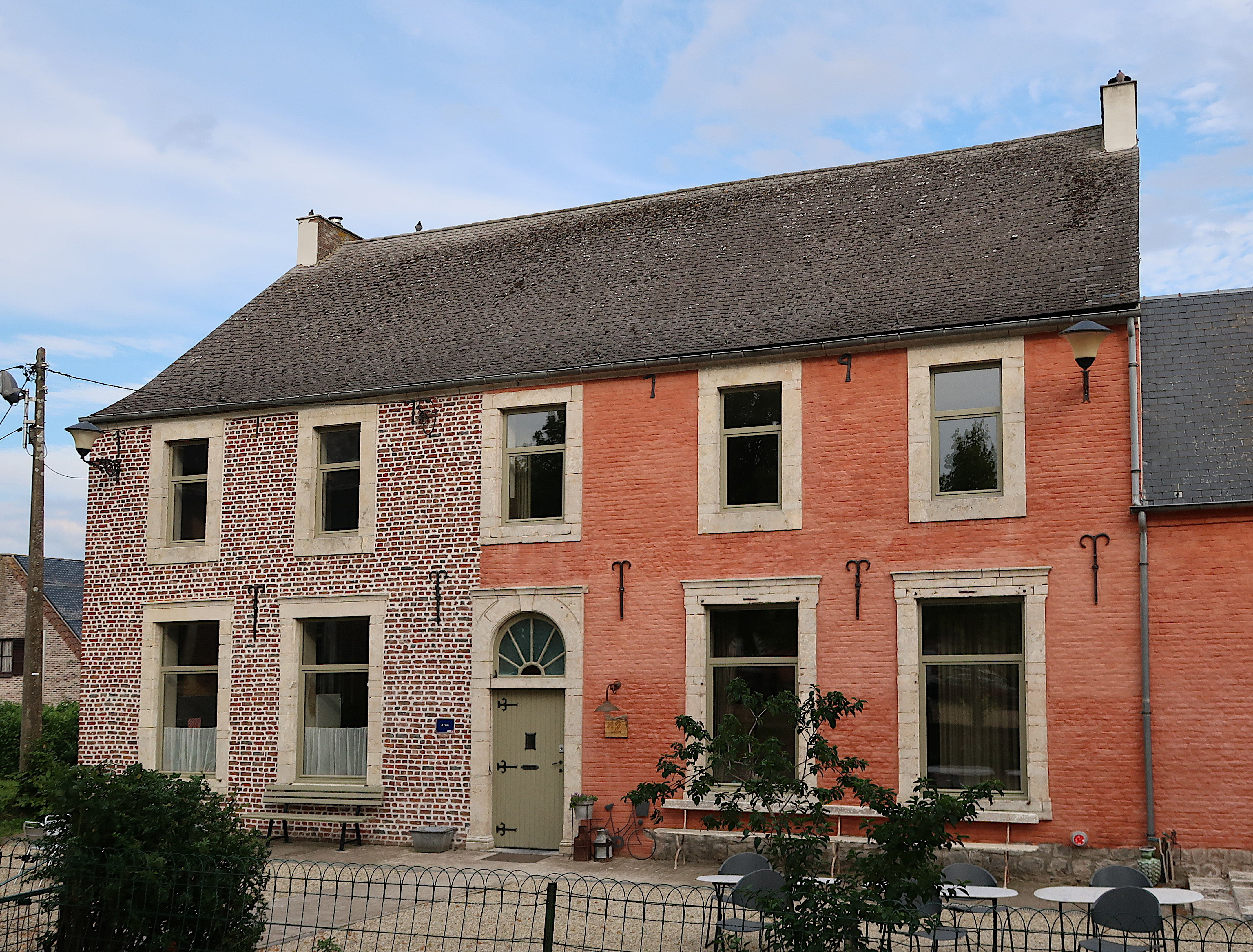
Pastorie van Noduwez van 1742
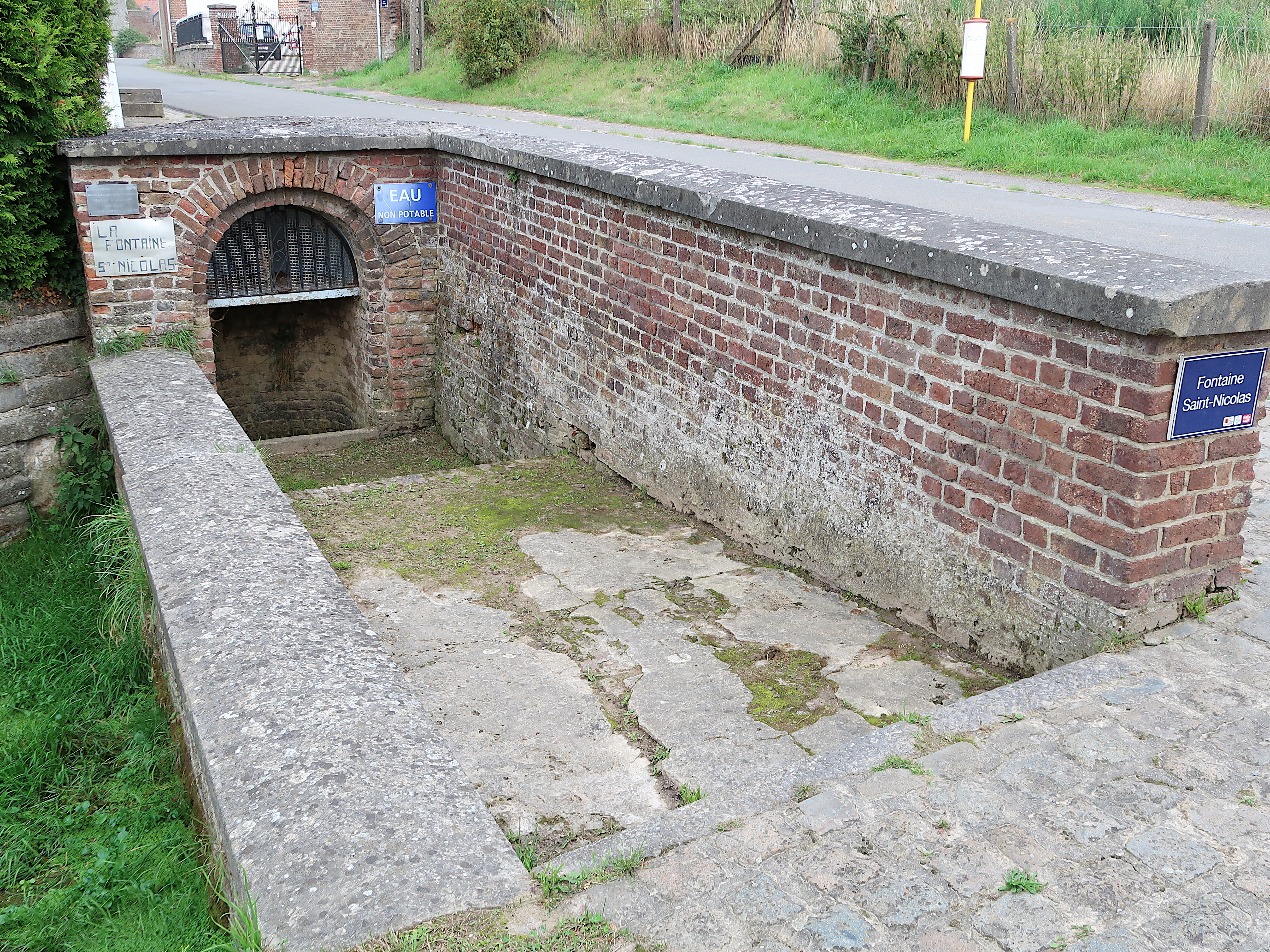
Bron St-Nicolas in Libertange
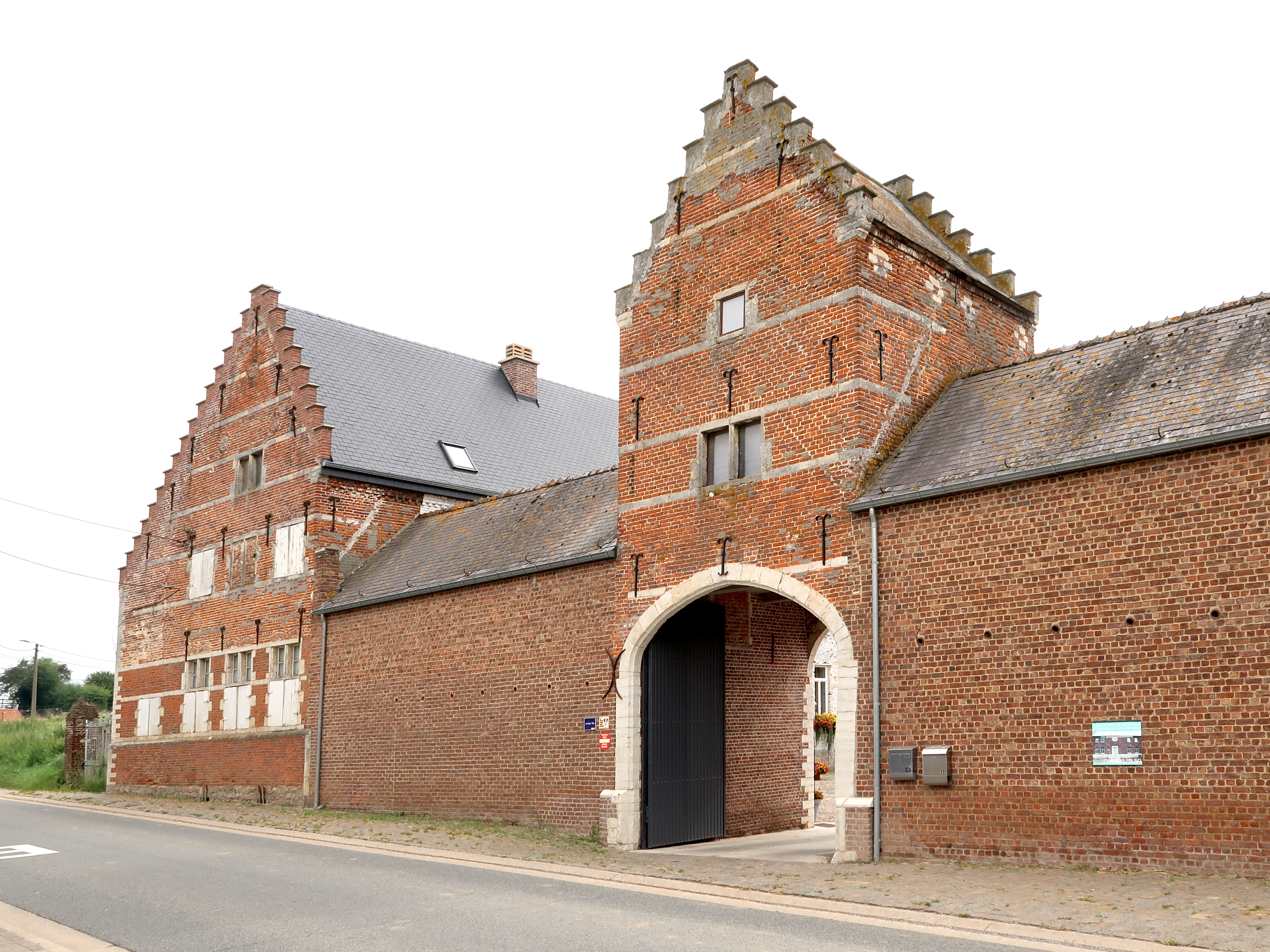
Cense Poelman (1685)

## Natuur en landschap
De hoogte aan de kerk is 64 meter.

## Demografische ontwikkeling
- Bronnen:NIS, Opm:1831 tot en met 1970=volkstellingen, 1976= inwonersaantal op 31 december
- 1900: Afsplitsing van Linsmeel in 1893

## Nabijgelegen kernen
Piétrain, Marilles, Orp-le-Grand, Opheylissem
Deelgemeenten: Énines · Folx-les-Caves · Geten · Jandrain-Jandrenouille · Marilles · Noduwez · Orp-le-Grand

Overige plaatsen: Jandrain · Jandrenouille

Belgische gemeenten · Arrondissement Nijvel · Waals-Brabant · Wallonië